# Diplôme olympique
Le diplôme olympique est un certificat en papier reçu par les huit premiers athlètes de chaque épreuve des Jeux olympiques. 

## Historique
Lors des Jeux olympiques de 1896, les deux premiers de chaque compétition reçoivent en plus de leurs médailles un diplôme olympique ainsi qu'une couronne d'olivier. Ce diplôme n'a pas été décerné lors des Jeux de 1900, ceux-ci n'ayant alors pas l'appellation officielle de Jeux olympiques. De même, il n'est pas certain qu'ils ont été attribués lors des Jeux de Saint-Louis en 1904. Ils font leur retour à Londres en 1908 et sont alloués d'abord aux vainqueurs puis à tous les médaillés de 1924 jusqu'en 1948. En 1949, il est décidé que les athlètes se classant quatrième, cinquième et sixième reçoivent également ce certificat qui prend le nom officiel de diplôme olympique. Les compétitions par équipe ne sont alors pas concernées par cette nouvelle mesure. Depuis 1981, ces diplômes sont décernés aussi aux septième et huitième de chaque épreuve.
Le premier diplôme est conçu en 1896 par le peintre Nikólaos Gýzis.

## Galerie

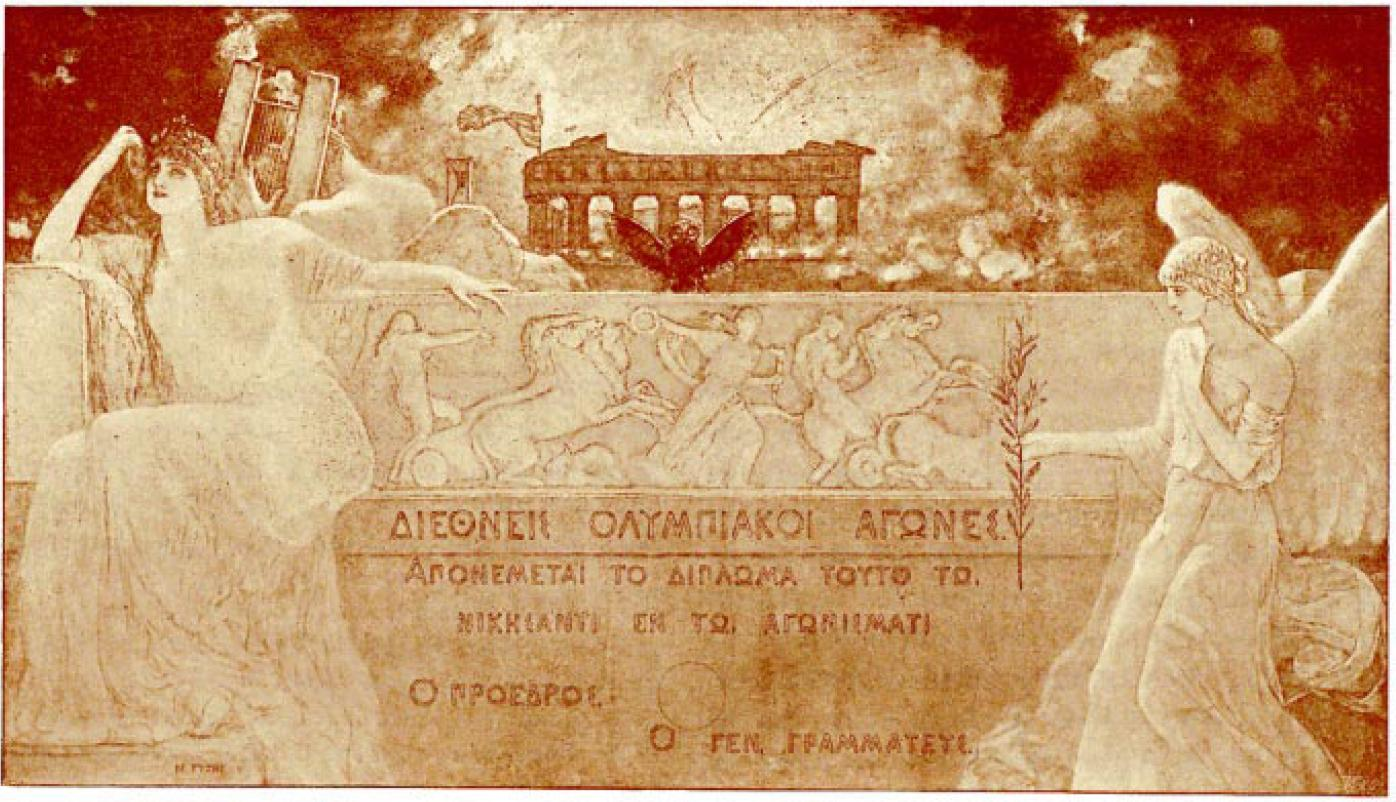
Diplôme des Jeux d'Athènes 1896 composé par Nikolaos Gysis.
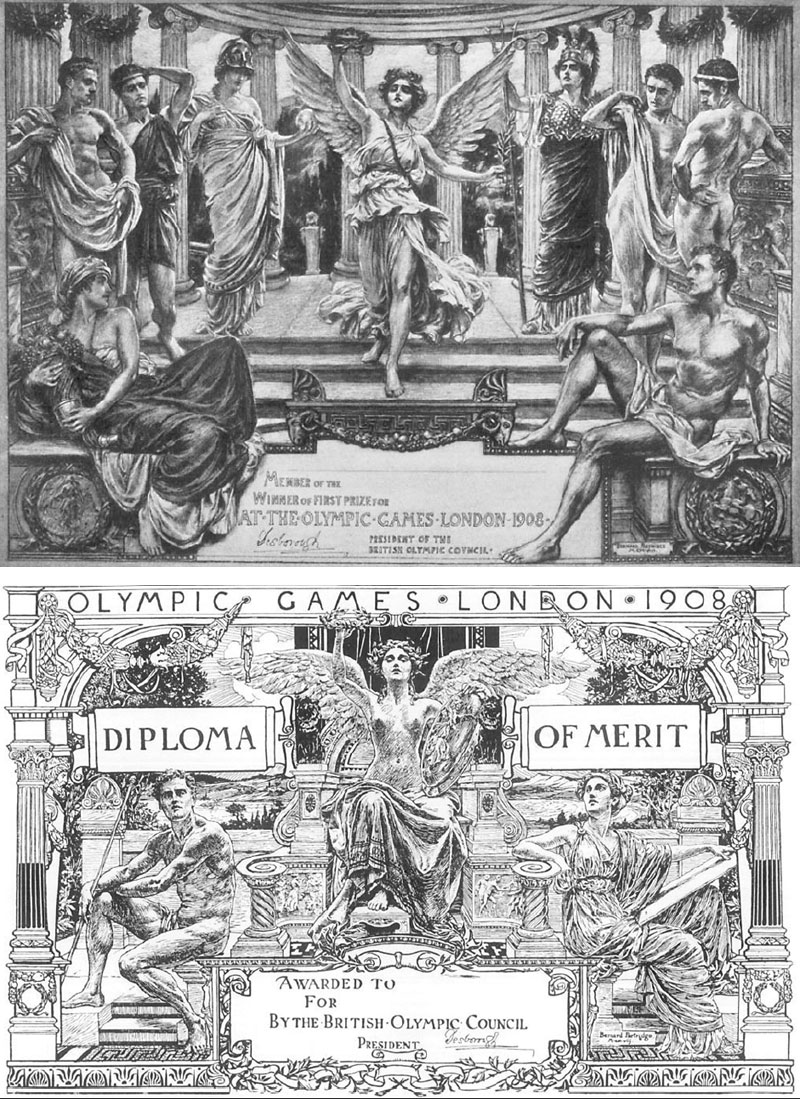
Diplômes des Jeux de Londres 1908 conçus par John Bernard Partridge.
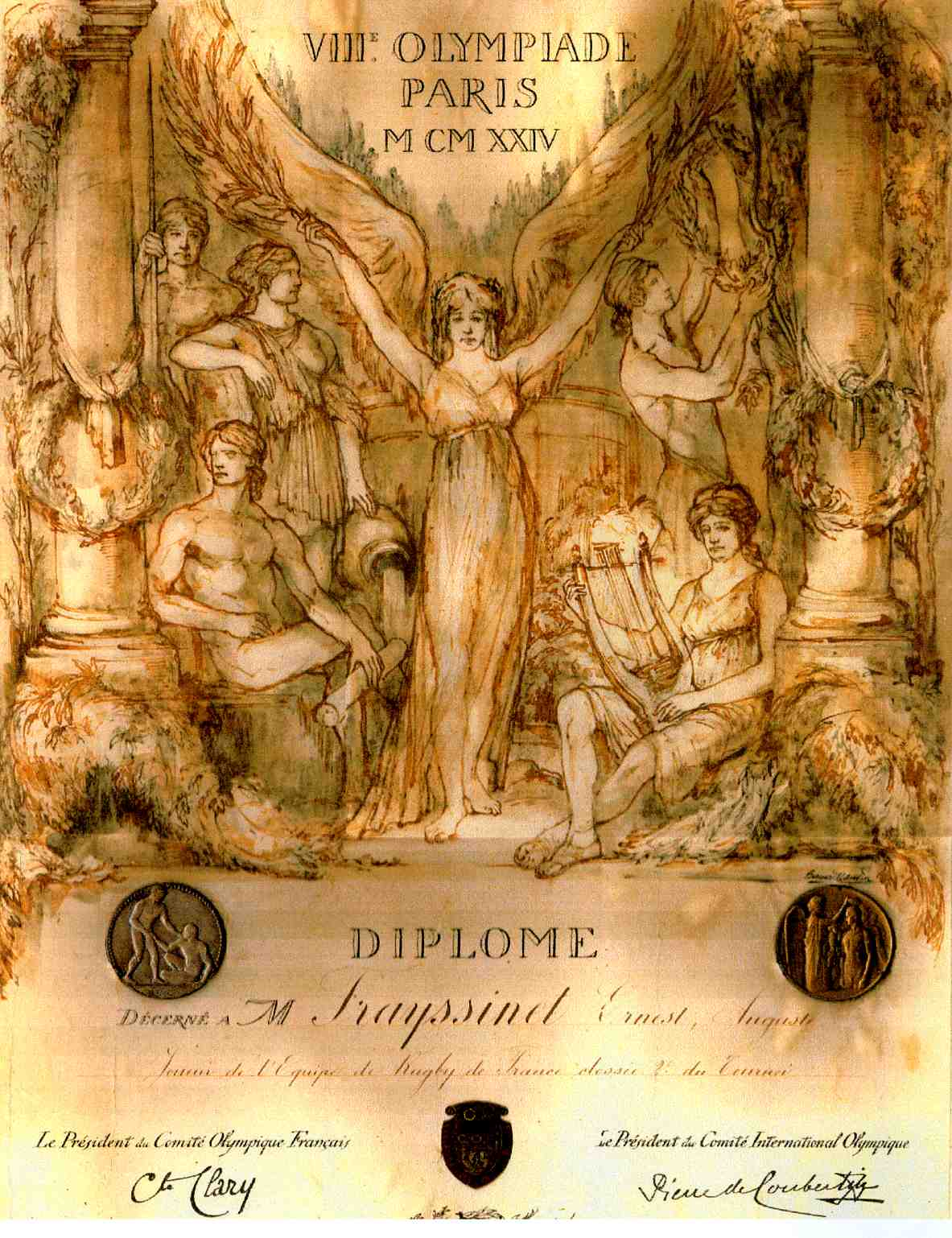
Diplôme des Jeux de Paris 1924.